# Zaouiat Ahansal
Zaouiat Ahansal (en àrab زاوية أحنصال, Zāwiyat Aḥanṣāl; en amazic ⵣⴰⵡⵉⵜ ⴰⵃⵏⵚⴰⵍ) és una comuna rural de la província d'Azilal, a la regió de Béni Mellal-Khénifra, al Marroc. Segons el cens de 2014 tenia una població total de 10.657 persones.